# Црква Светог Николе у Старом Бару
Црква Светог Николе у Старом Бару је православни храм у Старом Бару, Црна Гора. Припада јурисдикцији Митрополије цнорогорско-приморске Српске православне цркве.

## Повијест
Барска околина 1877. године није имала ни једну православну цркву. На основу одређених података црква је подигнута 1863. године. Павле Ровински је записао да су у Бару 1880. биле 4 џамије, једна католичка и ова православна црква, која је изграђена 60-их година 19. вијека, помоћу руског конзула у Скадру. У њој је војвоткиња Јута прешла из лутеранизма у православље, прије удаје за Данила Петровић Његоша. Црква је олтаром окренута ка истоку. За иградњу су коришћени камени блокови, иако се на олтарском дијелу види да да је на почетку грађена од другог материјала. Старије фреске у горњом дијелу цркве су вријменом пропале, док су на ступовима фреске новијег датума. У црквеној порти се налазило гробље.
У Бару постоји и римокатоличка Црква Светог Николе, задужбина надбискупа барског и примаса српског др Николе Добречића.